# Almere Buiten

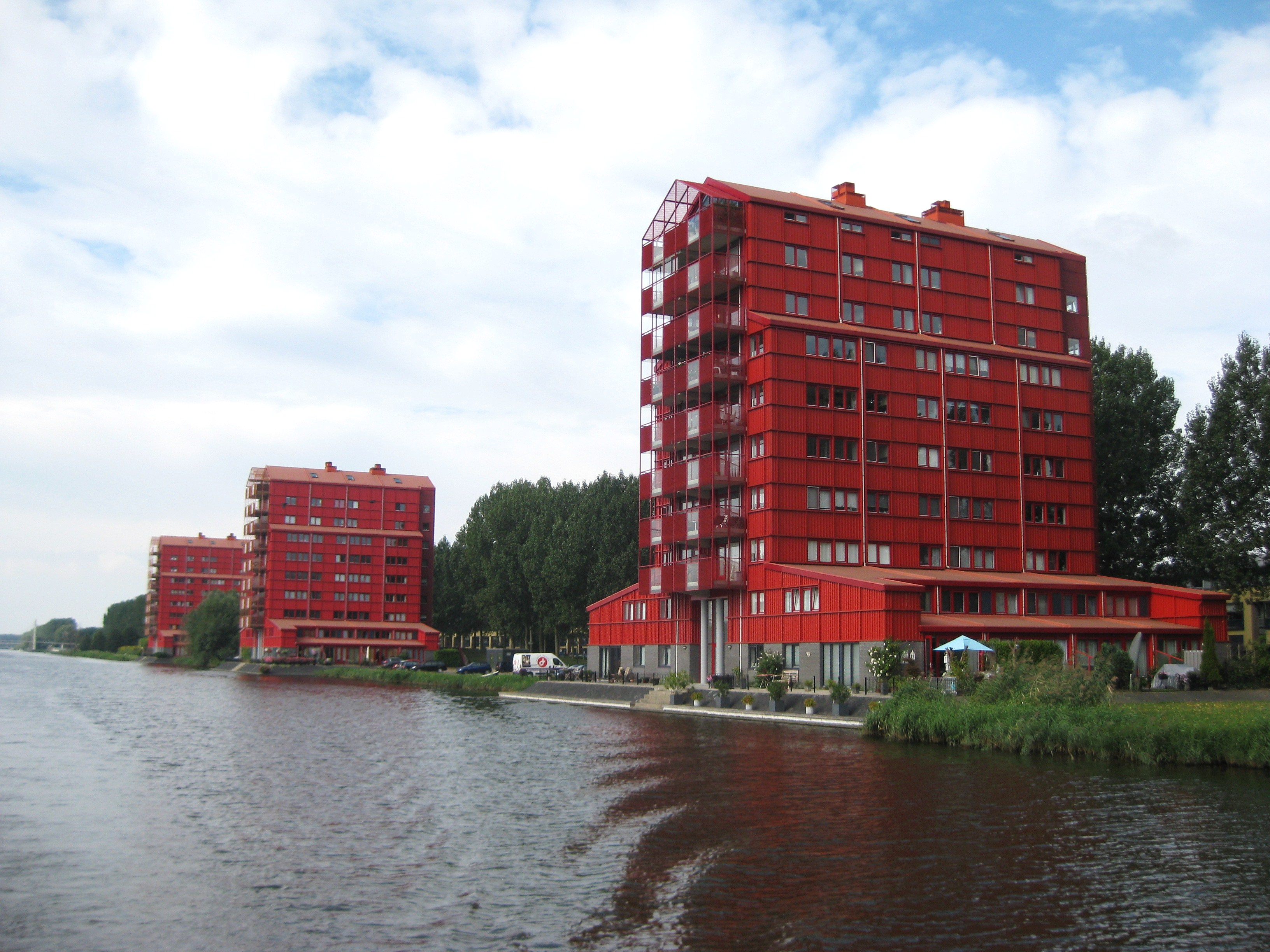
De Regenboogbuurt (deutsch „das Regenbogen-Viertel“), entwickelt vom deutschen Auswanderer, Landschaftsarchitekt Hans Laumanns

Almere Buiten (deutsch „Almere Draußen“) ist ein Stadtteil von Almere in der niederländischen Provinz Flevoland. Er hat 58.395 Einwohner und ist der nördlichste Stadtteil.
Die ersten Einwohner wurden 1984 hier erfasst. Er war der dritte Stadtteil Almeres, der eröffnet wurde.

## Ortsteile
Almere Buiten besteht aus den folgenden Stadtvierteln (niederländisch buurt): Bloemenbuurt, Bouwmeesterbuurt, Eilandenbuurt, Faunabuurt, Landgoederenbuurt, Molenbuurt, Oostvaardersbuurt, Regenboogbuurt, Stripheldenbuurt, Seizoenenbuurt, Indischebuurt und Sieradenbuurt. De Vaart, Buitenvaart und Poldervlak sind Industriegebiete.

## Transport

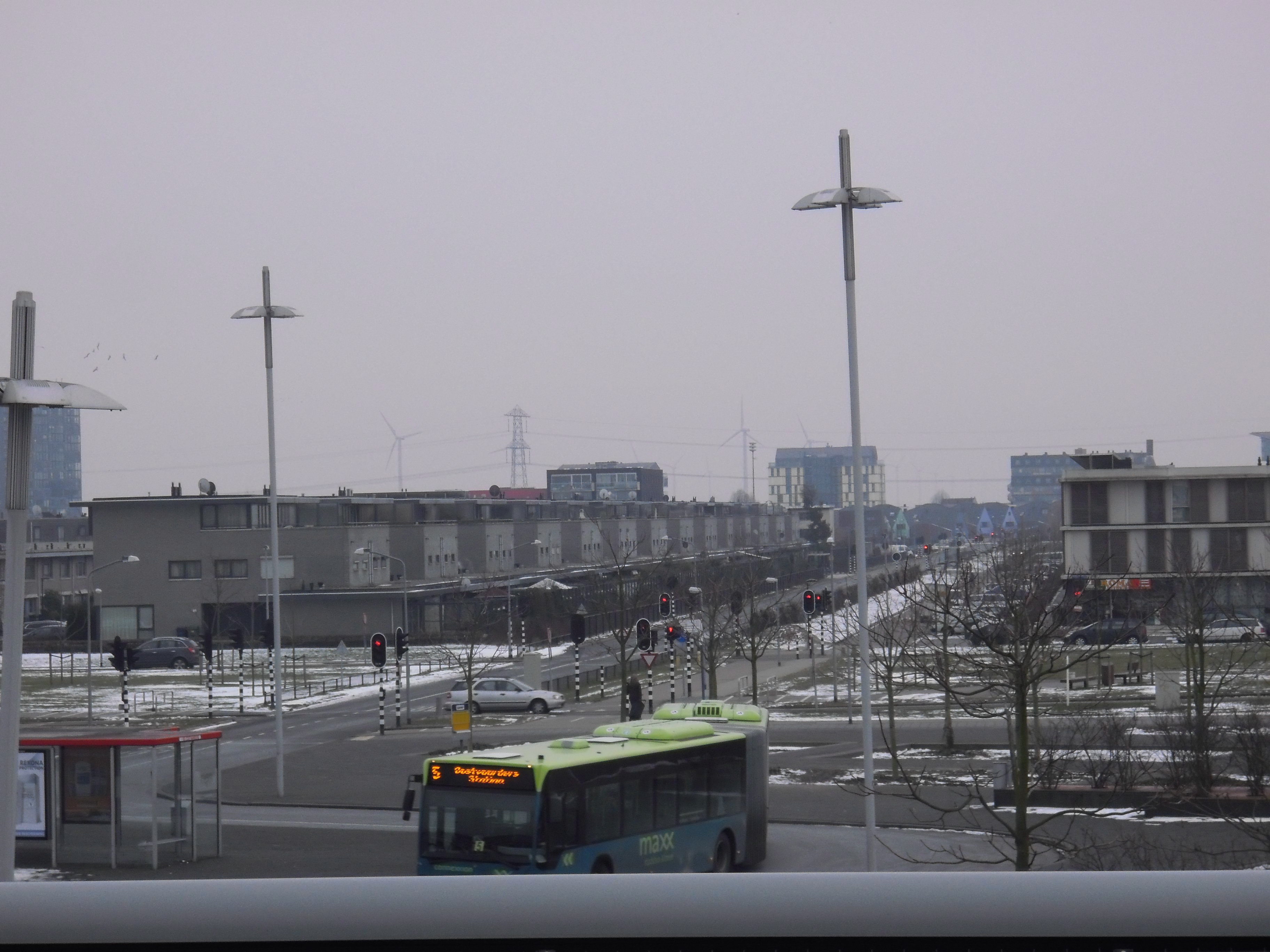
Almere Buiten von der Bahnstation Almere Oostvaarders

Buiten hat zwei Bahnhöfe: Almere Buiten im Zentrum und Almere Oostvaarders im Osten. Von hier aus fahren Züge nach Lelystad, Weesp und Hilversum. Keolis Nederland unterhält auch einen städtischen Dienst in dem Stadtteil, der ihn mit mehreren anderen Stadtteilen und Bahnhöfen in Almere verbindet. Die Buslinien M2, M7 und 22 befahren die Gegend am Tag, während sie in der Nacht von den Linien N21 und N22 angesteuert wird.

## Bildung
Almere Buiten hat drei Sekundarschulen, das Oostvaarders College, das Buitenhout College und das Montessori Flevoland Lyceum. Das Oostvaarders College gewann 2007 den nationalen Preis für Bildung.

## Bevölkerungsentwicklung
|           | 1985  | 1990   | 1995   | 2000   | 2005   | 2010   | 2015   | 2020   |
| --------- | ----- | ------ | ------ | ------ | ------ | ------ | ------ | ------ |
| Einwohner | 1.559 | 11.499 | 22.740 | 35.290 | 47.358 | 54.899 | 55.818 | 56.970 |